# 特羅先卡河
特羅先卡河（烏克蘭語：Трощанка），是烏克蘭的河流，位於該國西部利沃夫州，發源自米什利亞季奇以西，流經亞沃里夫區，屬於錫奇納河的左支流，河道全長16公里，流域面積75平方公里。